# 马耳他的圣若望教堂 (普罗旺斯地区艾克斯)

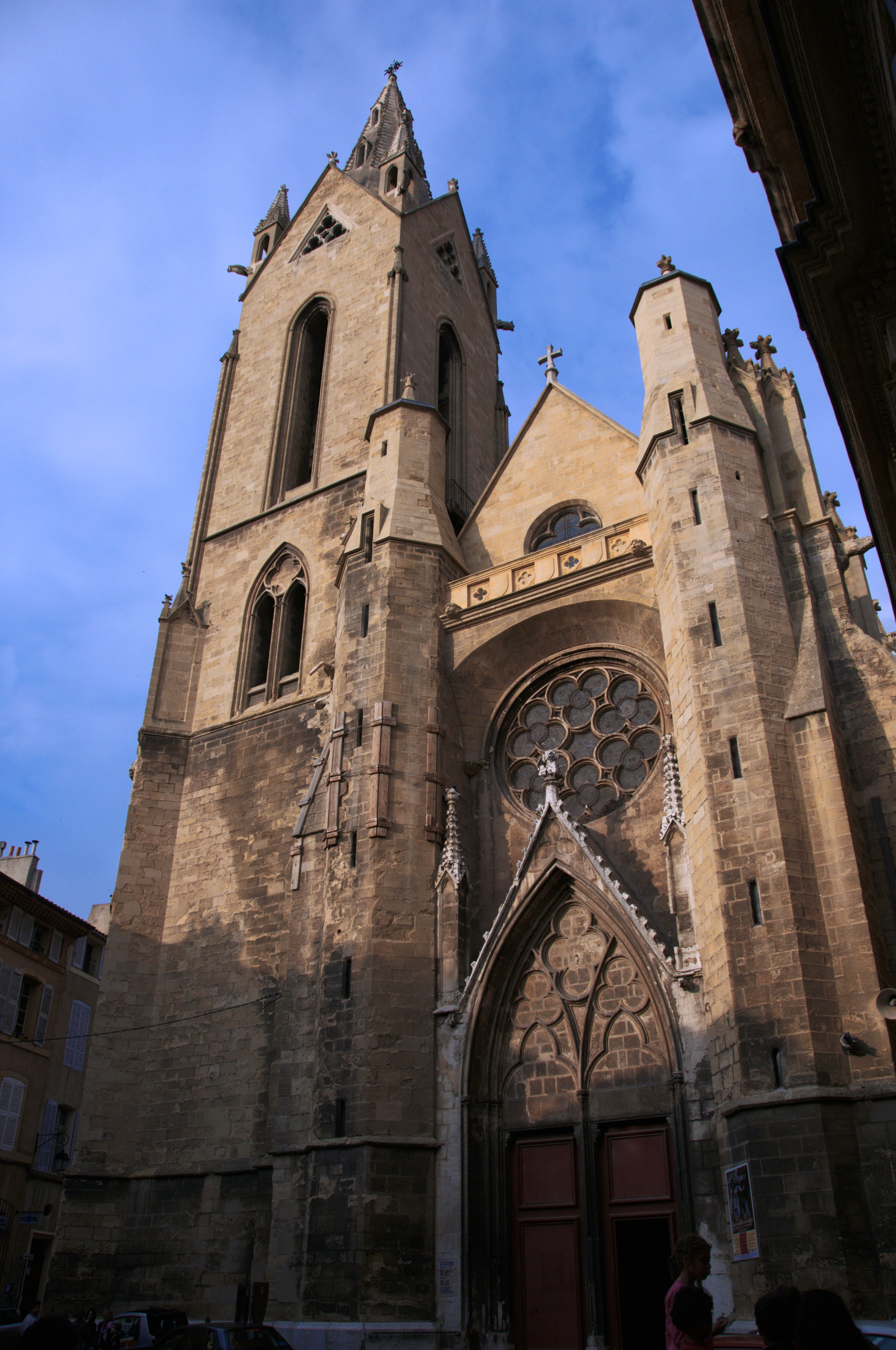
马耳他的圣若望教堂

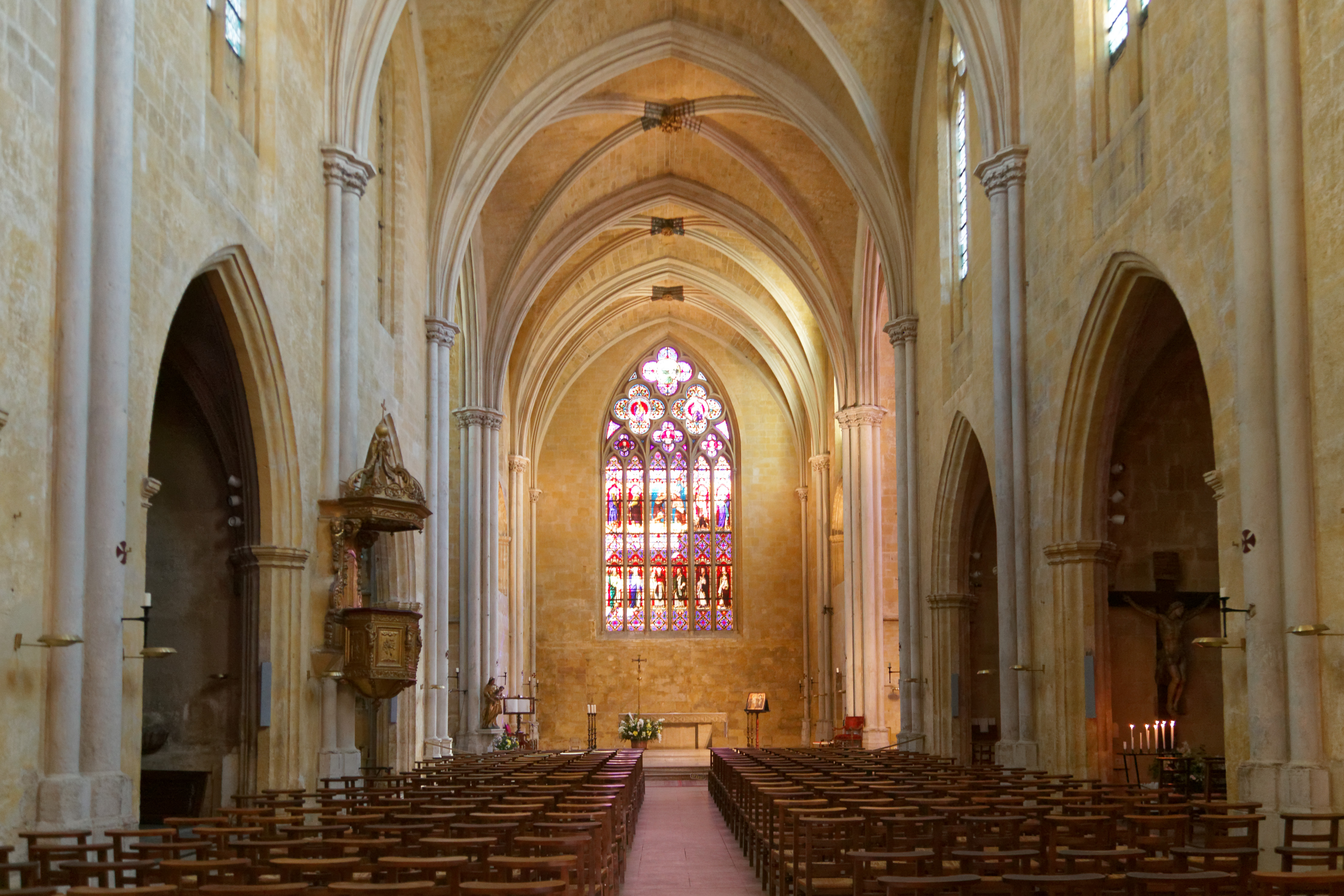
马耳他的圣若望教堂

马耳他的圣若望教堂（Église Saint-Jean-de-Malte d'Aix-en-Provence）是法国南部城市普罗旺斯地区艾克斯的一座罗马天主教教堂，位于Cardinale街东端，与意大利街（rue d'Italie）的转角处，是普罗旺斯第一座哥特式教堂（哥特式在法兰西岛已经出现一个多世纪，但不为普罗旺斯接受）。12世纪，它由医院骑士团兴建在一个小堂的遗址上。1272年到1277年扩建，但这日期没有得到证实。教堂钟楼高67米，为该市的最高点。1840年被列为法国历史古迹。